# Katipo rubrivenosa
Katipo rubrivenosa är en insektsart som beskrevs av George Willis Kirkaldy 1906. Katipo rubrivenosa ingår i släktet Katipo och familjen dvärgstritar. Inga underarter finns listade i Catalogue of Life.